# Феттер, Клаус Юрген
Клаус Юрген Феттер (нем. Klaus Jürgen Vetter, 13 июля 1916 — 12 декабря 1974) — немецкий физико-химик, наиболее известный своим вкладом в кинетику электродов и своей выдающейся монографией по этому вопросу.

## Биография
Изучал химию и физику с 1935 года. После получения диплома по химии в 1940 году в Берлинском университете у Макса Боденштейна, также защитил докторскую диссертацию у него же в 1941 году. После окончания Второй мировой войны, во время которой проходил военную службу, в 1946 году устроился на работу в Институт кайзера Вильгельма, с тех пор работал исключительно электрохимиком. В том же году перешёл в Берлинский университет в качестве ассистента Карла Фридриха Бонхёффера, с которым в 1948 году перешёл в Институт Фрица Габера, где возглавил рабочую группу. В 1961 году стал профессором Свободного университета Берлина, в 1963 году назначен профессором и директором Института физической химии. Был женат и имел двоих детей. Похоронен на кладбище Хеерштрассе.

## Научный вклад
Основной работой является его монография «Электрохимическая кинетика» 1961 года, вышедшая в 1967 году в переведённом и дополненном английском и русском изданиях. В 1953 году вместе с Хайнцем Геришером получил премию Боденштейна-Габера-Нернста (нем. Bodenstein-Haber-Nernst-Preis), которая была присуждена впервые. С 2000 по 2008 годы премия Клауса Юргена Феттера присуждалась каждые два года совместно Обществом немецких химиков, DECHEMA и Международным обществом электрохимии.